# HD26591
HD26591 — хімічно пекулярна зоря спектрального класу A1, що має видиму зоряну величину в смузі V приблизно  5,8.
Вона  розташована на відстані близько 249,7 світлових років від Сонця.

## Фізичні характеристики
Зоря HD26591 обертається 
порівняно повільно 
навколо своєї осі. Проєкція її екваторіальної швидкості на промінь зору становить  Vsin(i)= 33км/сек.
Телескоп Гіппаркос зареєстрував фотометричну змінність  даної зорі з періодом    3,66 доби в межах від  Hmin= 6,08 до  Hmax= 5,84.